# Керд, Хелен
Хе́лен Керд (англ. Helen Caird) — шотландская кёрлингистка.
В составе женской команды Шотландии участник чемпионата мира 1981 (заняли шестое место) и чемпионата Европы 1981 (заняли седьмое место). Чемпионка Шотландии среди женщин и среди ветеранов.
Играла на позиции четвёртого, была скипом команды.
В 1985—1986 была президентом женского объединения кёрлингисток Шотландии (англ. Scottish Curling Ladies Branch).

## Достижения
- Чемпионат Шотландии по кёрлингу среди женщин: золото (1981).
- Чемпионат Шотландии по кёрлингу среди ветеранов: золото (1988).

## Команды
| Сезон   | Четвёртый  | Третий     | Второй       | Первый       | Турниры                      |
| ------- | ---------- | ---------- | ------------ | ------------ | ---------------------------- |
| 1980—81 | Хелен Керд | Рэй Грей   | Шина Хэй     | Хелен Уотсон | ЧШЖ 1981 · ЧМ 1981 (6 место) |
| 1981—82 | Хелен Керд | Рэй Грей   | Шина Хэй     | Хелен Уотсон | ЧЕ 1981 (7 место)            |
| 1987—88 | Хелен Керд | Isobel Roy | Jean Fairlie | Betty Scott  | ЧШВ 1988                     |

(скипы выделены полужирным шрифтом)